# Оанг

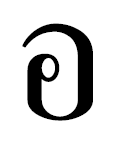

Оанг (тайск. อ อ่าง, анг — «миска») — о, 43-я буква тайского алфавита. В слоге может проявляться в трёх разных качествах: нулевая инициаль, твао (гласная) и онам.
Как инициаль слога относится к группе аксонклан ( средний класс ) и является универсальным знаком, который в сочетании с диакритическими знаками отображает все варианты гласных и дифтонгов в начале слога.
Как гласная (твао) рассматривается в положении после инициали или в составе дифтонга.
Онам — это аналог хонама, нечитаемая преписная буква. Онам пишется перед инициалью и участвует в обозначении тона. Правописание онам определяется орфографической традицией и встречается только в четырёх словах ( อย่า , อยาก , อย่าง , อยู่ ) .
В тайской раскладке оанг соответствует клавише рус.М/анг.V.
В лаосском алфавите соответствует букве оо.